# 三辺長治

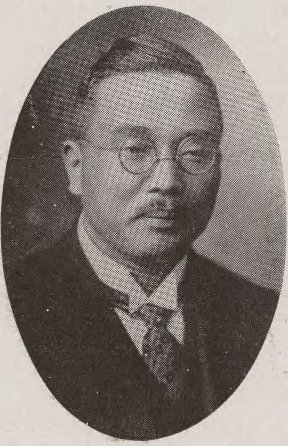
三辺長治

三辺 長治（みなべ ちょうじ、1886年（明治19年）12月23日 - 1958年（昭和33年）4月27日）は、日本の内務官僚。官選府県知事、東京市助役。

## 経歴
富山県上新川郡飯野村（のち広田村飯野、現在・富山市）出身。三辺長三郎の三男として生まれる。富山中学、第四高等学校を経て、1911年7月、東京帝国大学法科大学法律学科（独法）を卒業し、内務省に入り埼玉県属となる。同年11月、文官高等試験行政科試験に合格し、内務属となり警保局に配属。その後、大正3年（1914年）に愛媛県視学官、大正5年（1916年）に大阪府視学官、大正8年（1919年）に内務省地方局事務官となり、地方局市町村課長・都市課長・行政課長などを歴任。
1925年（大正14年）8月17日、山梨県知事に就任。その後、徳島県・岡山県の各知事を経て、1929年7月、内務省土木局長となる。同地方局長を経て、1931年12月、宮城県知事に発令され、愛知県知事を経て、1934年8月、文部次官に就任し1936年6月まで在任。その後、維新史料編纂事務局長、教員検定委員会委員長、対満事務局参与を務める。
1937年7月から1939年4月まで東京市助役を務める。1941年1月、大阪府知事に発令され1943年7月に退官した。戦後、公職追放となり1951年8月に解除され、その後は全国土地収用連絡協議会長、東京都世田谷区富山県人会会長となっている。

## 山梨県知事時代
山梨県知事に任ぜられた三辺は全国最年少（39歳）の知事として山梨県に着任した。着任後まもなく郡役所制度が廃止されたことにより直接県が町村の指導監督にあたることとなり、「町村自治刷新告諭」を発するなど郡制廃止後の町村行政の監督指導に力を注いだ。また、藤村紫朗知事時代の1877年（明治10年）に建設された山梨県庁舎の改築を企てるなどした。
選挙法改正後の選挙実施に当たっては内務本省在任中の研究が資をなしたことも多かったという。また、山梨県内蚕糸界の特異性から県庁農商課から蚕糸担当を分離して蚕糸課を新設するなど蚕糸行政の刷新を企画している。

## 栄典
- 1921年（大正10年）7月1日 - 第一回国勢調査記念章[2]

## 親族
- 妻 三辺スマ（木下宇三郎陸軍中将の二女）[3]